# Microdontomerus parkeri
Microdontomerus parkeri är en stekelart som beskrevs av Grissell 2005. Microdontomerus parkeri ingår i släktet Microdontomerus och familjen gallglanssteklar. Inga underarter finns listade i Catalogue of Life.